# Vireux-Molhain
Vireux-Molhain é uma comuna francesa na região administrativa de Grande Leste, no departamento das Ardenas. Estende-se por uma área de 8,29 km². Em 2010 a comuna tinha 1 505 habitantes (densidade: 181,5 hab./km²).